# L'Assomption—Montcalm
Pour les articles homonymes, voir Montcalm.
L'Assomption—Montcalm est une ancienne circonscription électorale fédérale des régions de Lanaudière et des Laurentides, au Québec. Elle fut représentée de 1917 à 1935.
La circonscription apparut en 1914 avec des portions de L'Assomption et Montcalm. Abolie en 1933, la circonscription fut redivisée parmi Joliette—L'Assomption—Montcalm et Terrebonne.

## Géographie
En 1914, la circonscription de Joliette—L'Assomption—Montcalm comprenait :
- Le comté de L'Assomption ;
- Le comté de Montcalm.

## Député
1. 1917-1935 — Paul-Arthur Séguin, PLC

- PLC = Parti libéral du Canada